# Saint-Alyre-ès-Montagne
Saint-Alyre-ès-Montagne é uma comuna francesa na região administrativa de Auvérnia-Ródano-Alpes, no departamento Puy-de-Dôme. Estende-se por uma área de 40,6 km². Em 2010 a comuna tinha 124 habitantes (densidade: 3,1 hab./km²).